# Kusnyír Erik
Kusnyír Erik (Alsókerepec, Ukrajna, 2000. február 7. –) ukrán–magyar labdarúgó, védekező középpályás, a Debreceni VSC játékosa.

## Pályafutása

### Klubcsapatokban
Kárpátalján, Alsókerepecen született, édesanyja magyar, édesapja ukrán nemzetiségű. Munkácson kezdett el futballozni.

#### Lviv
Két évig az FK Karpati Lviv játékosa volt. 

#### Tarpa
2016. szeptember 30-án igazolt a megyei II. osztályú Tarpa SC együtteséhez, ahol mindössze 6 találkozón lépett pályára a felnőttek között.

#### Debrecen
2017. február 14-én igazolt Debrecenbe. A tehetséges középpályás mielőtt a felnőtt kerethez került volna, a Debreceni Labdarúgó Akadémia U17-es együttesében futballozott, 14 találkozón bizonyíthatott.
Az első bajnoki szereplésére a felnőttek között 2018. május 5-én került sor, az ifjú tehetség a Budapest Honvéd otthonában megnyert mérkőzésen kapott 6 percnyi lehetőséget a debreceni vezetőedzőtől, Herczeg Andrástól.
Több poszton bevethető, védekező típusú játékos. Elsősorban jobbhátvédként és védekező középpályásként futballozik.

### A válogatottban
2021. augusztus 26-án Gera Zoltán szövetségi edző meghívta az U21-es válogatott keretébe az őszi Európa-bajnoki selejtezőkre.